# نزله ضاهر
نزله ضاهر هي قرية قريبه من مركز ديروط علي بعد3 كيلو علي الطريق الزراعى ديروط القوصيه تطل القرية من ناحيه الشرق علي ترعه الابراهيميه وتحد القرية من ناحيه الغرب نزله فرج ومن ناحيه الشمال ببلاو ومن ناحيه الجنوب قريه خارفه ... تعدى عدد سكان قريه نزله ضاهر11296 فرد في عام2012 ويوجد بالقرية أكثر من15عائله ويوجد بالقرية العديد من المساجد  واقدم المسجد مسجد هوي ومسجد الرحمن عائله اليسفه ويوجد بها كنيسه أيضا. من العائلات في قرية نزلة ضاهر ١- عائلة اولاد سعد